# Ogden Nash
Ogden Nash (ur. 19 sierpnia 1902 w Rye, zm. 19 maja 1971 w Baltimore) – amerykański poeta.

## Wczesne lata
Był synem Mattie (z domu Chenault) i Edmunda Strudwicka Nasha. Jego ojciec zajmował się importem i eksportem towarów i z powodu charakteru tej pracy cała rodzina często się przeprowadzała. Nazwa miasta Nashville została nadana na cześć jego przodka
Po ukończeniu St. George's School w 1920 roku rozpoczął studia na Uniwersytecie Harvarda; naukę przerwał po roku. Nash pracował w kilku zawodach, na ogól przez krótki czas, m.in. na Wall Street, w szkole, jako copywriter czy w wydawnictwie Doubleday jako redaktor. 

## Twórczość
W 1931 roku wydał pierwszy tomik poezji Hard Lines, który przyniósł mu rozpoznawalność w Stanach Zjednoczonych. 
W Polsce jego wiersze znane są z publikowanych w „Przekroju” tłumaczeń Ludwika Jerzego Kerna  oraz przekładów Stanisława Barańczaka, zamieszczonych w trzech antologiach: Fioletowa krowa: 333 najsławniejsze okazy angielskiej i amerykańskiej poezji niepoważnej od Williama Shakespeare'a do Johna Lennona (Poznań 1993; Kraków 2007); Od Chaucera do Larkina. 400 nieśmiertelnych wierszy 125 poetów anglojęzycznych z 8 stuleci (Kraków 1993); Od Walta Whitmana do Boba Dylana. Antologia poezji amerykańskiej (Kraków 1998). Barańczak przełożył także zbiór absurdalnych tekstów Ogdena Nasha pt. „W świecie mułów nie ma regułów” (Poznań 2007).

## Życie prywatne
W 1934 przeprowadził się do Baltimore, gdzie trzy lata później ożenił się z Frances Leonard. Mieszkał w Baltimore do śmierci w 1971 roku.

## Wyróżnienia
Posiada swoją gwiazdę na Hollywoodzkiej Alei Gwiazd.